# Cornel Diederichs
Cornel Diederichs (* 1930 in Kleve; † vor oder am 28. März 2025) war ein deutscher Journalist und Schriftsteller.

## Leben und Wirken
Cornel Diederichs wurde 1930 in Kleve am Niederrhein geboren. Er wurde 1944 aufgrund der heranrückenden Front nach Burghausen evakuiert. Nach seinem Abitur war er ab 1954 Volontär und wurde 1961 Lokalredakteur beim Weißenburger Tagblatt, zuständig für das Nachrichtengeschehen im Stadtgebiet von Weißenburg in Bayern. Von 1987 bis zu seinem Renteneintritt Anfang 1994 war er dort auch Redaktionsleiter. Sein Nachfolger als Redaktionsleiter wurde Uwe Ritzer.
1966 und 1969 veröffentlichte er Texte in der Kulturzeitschrift Merkur. Nach seinem Renteneintritt veröffentlichte er mehrere Romane beim Karin Fischer Verlag, beginnend mit Anna 1998. Sein 2006 als letztes erschienener Roman Treibgut oder Vom Traum, ein Held zu werden enthält autobiografische Züge.
Cornel Diederichs verstarb 2025 im Alter von 94 Jahren. Er lebte in Hagenbuch und in der Bretagne.

## Publikationen (Auswahl)
- Anna. Aachen 1998. Karin Fischer Verlag.
- Der gelbe Helmut. Aachen 1999. Karin Fischer Verlag.
- Die Talbrücke. Aachen 2000. Karin Fischer Verlag.
- Der Schwätzer. Aachen 2001. Karin Fischer Verlag.
- Treibgut oder vom Traum, ein Held zu werden. Aachen 2006. Karin Fischer Verlag.